# HMS E9
HMS E9 – brytyjski okręt podwodny typu E. Zbudowany w latach 1912–1914 w HM Dockyard Chatham, Chatham kosztem 101 900 funtów. Okręt został wodowany 29 listopada 1913 roku i rozpoczął służbę w Royal Navy 16 czerwca 1914. 
W 1914 roku E9 stacjonował w Portsmouth, przydzielony do Drugiej Flotylli Okrętów Podwodnych (2nd Submarine Flotilla), pod dowództwem Lt. Cdr. Maxa K. Hortona. 
18 września 1914 roku dowodzony przez Hortona okręt storpedował niemiecki lekki krążownik SMS „Hela” około 6 mil na południowy wschód od Helgolandu. Był to pierwszy niemiecki okręt zatopiony przez brytyjski okręt podwodny. 
Trzy tygodnie później, 6 października E9 zatopił niemiecki niszczyciel SMS S 116 u ujścia do rzeki Elms. Za zatopienie tych dwóch niemieckich okrętów dowódca Max Horton został odznaczony Distinguished Service Order. 
W październiku 1914 roku wraz z HMS E1 oraz HMS E11 przedarł się na Morze Bałtyckie, aby być podstawą tworzonej Baltic Flotilla stacjonującej w Tallinnie. W styczniu 1916 roku dowódca Horton został zastąpiony przez Lt. Cdr. Huberta Vaughan Jonesa. 
Po podpisaniu układu pokojowego pomiędzy Rosją a Cesarstwem Niemieckim, w czasie wojny domowej w Finlandii, siły niemieckie - Ostsee-Division wylądowały w Hanko i w błyskawicznym tempie dotarły do Helsinek. Stacjonujące w obrębie Zatoki Fińskiej brytyjskie okręty podwodne zostały odcięte. Aby nie oddać okrętu w ręce wroga, załoga zatopiła E9 około 1,5 mili od latarni morskiej Grohara, u wejścia do portu w Helsinkach.